# Dobrovolná bezdětnost

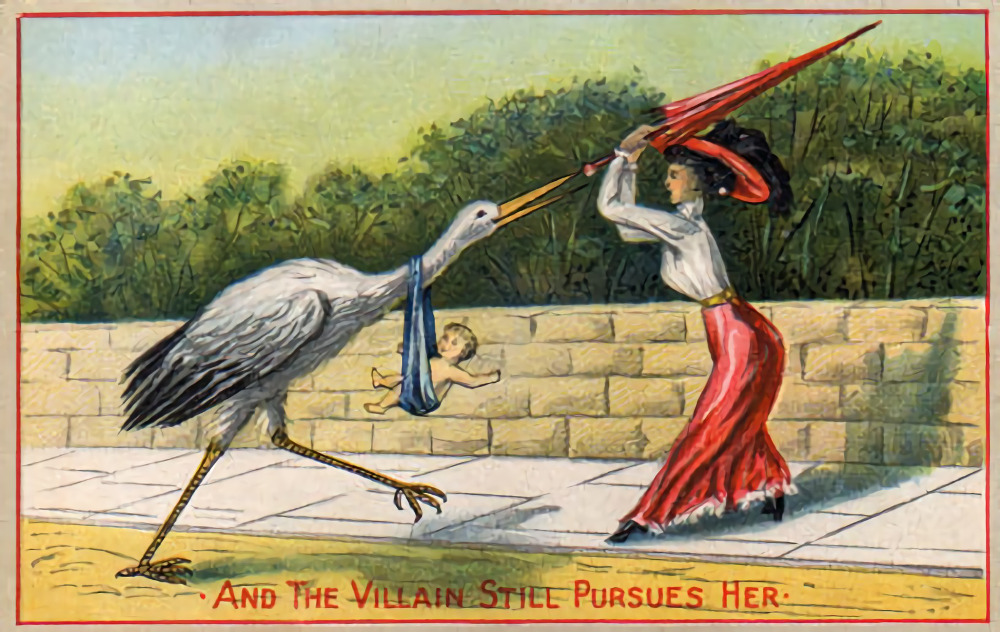
Ilustrace, žena odhánějící čápa deštníkem.

Dobrovolně bezdětný/á je termín užívaný pro osobu, která netouží mít děti. Dobrovolně bezdětní jsou různorodou skupinou lidí a existuje mnoho důvodů, proč nechtějí mít děti.

## Anglická terminologie
Lidé, kteří nechtějí mít děti, se v angličtině označují jako „childfree“ (child = dítě, free = svobodný). Užívá se zkratka CF. Významově tento termín znamená něco jiného než termín „childless“. Přípona „-less“ implikuje nedostatek a tento termín tak označuje osoby, které si přejí dítě, ale nemají ho. Termín childfree vznikl, aby se odlišila skupina lidí, kteří se svobodně rozhodli nemít dítě, a demonstrují, že jejich životy nejsou poznamenány nedostatkem něčeho a jsou stejně plnohodnotné jako životy osob, které dítě počaly. Alternativní termín je „childless by choice“.
Oxford English Dictionary uvádí slovo childfree poprvé v roce 1913.[zdroj?] Dále byl termín užit 3. června 1972 v článku časopisu Time, který oznamoval vytvoření National Organization for Non-Parents. Oživen byl v roce 1990, kdy Leslie Lafayette vytvořil další skupinu dobrovolně bezdětných, the Childfree Network.

## Historie
První veřejné proklamace lze hledat v souvislosti s rozvojem antikoncepce a kontroly porodnosti v 60. letech 20. století. „Childfree“ skupiny se začaly formovat v 70. letech 20. století, nejznámější jsou National Alliance for Optional Parenthood a No Kidding!.

### National Alliance for Optional Parenthood
Organizace začala činnost pod názvem National Organization for Non-Parents (NON, česky Národní organizace pro nerodiče) v roce 1972 v Palo Alto pod vedením Ellen Peck a Shirley Radl. Byla vytvořena, aby podpořila myšlenku, že muži a ženy mají volbu nemít dítě.[zdroj?] V roce 1973 navrhla 1. srpen jako Non-Parents' Day (česky Den nerodičovství). V roce 1978 změnila název na National Alliance for Optional Parenthood (NAOP, česky Národní aliance pro volitelné rodičovství). Pokračovala jako podpůrná skupina pro osoby, které nechtěly mít dětí, a vystupovala proti „pronatalismu“ (reklama/podpora/glorifikace rodičovství). Podle proklamací bylo jejím účelem vychovávat veřejnost k nerodičovství jako plnohodnotnému životnímu stylu, podporovat dobrovolně bezdětné, podporovat povědomí o problému nárůstu populace a pomáhat dalším podobným organizacím.
V současnosti je sídlo organizace ve Washingtonu. Organizace distribuuje publikaci Am I Parent Material?.

### No Kidding!
No Kidding! (česky Dobrovolně bezdětní) je mezinárodní nezisková organizace vytvořená pro single osoby i páry, které nikdy nechtějí mít děti bez ohledu na důvod. První pobočku založila Jerry Steinberg v kanadském Vancouveru v roce 1984. V Kanadě existuje poboček velké množství, také ve Spojených státech a dalších zemích. Organizace se rozšiřuje, lidé mohou zakládat nové pobočky kdekoliv ve světě.
Účelem organizace je dát bezdětným dospělým možnost hovořit o svých zájmech, aniž jsou omezováni lidmi, kteří stále hovoří o svých dětech, a možnost hledat si podobné přátele. Vstup je možný pro kohokoliv, kdo nikdy nebyl rodičem. Kluby organizují velké množství aktivit včetně výletů, večírků, koncertů apod.
Organizace jednou ročně pořádá setkání členů z USA a Kanady. První shromáždění se konalo v roce 2002, v roce 2008 se setkání konalo v New Yorku a v roce 2009 bylo k 25. výročí připravováno setkání ve Vancouveru.

## Motivace dobrovolně bezdětných

### Nedostatek touhy mít dítě
- Nechuť přinutit se mít dítě
- Obecná nechuť k chování a projevům dětí
- Vnímání toho, jak děti ovlivnily život rodinných příslušníků a známých
- Nedostatek mateřských/otcovských instinktů
- Nechuť přijmout sociálně definovanou gender roli
- Vázanost na zvířecí příslušníky rodiny
- Obecná nechuť a strach z dětí a mladých osob

### Osobní vývoj a prostor
- Není potřeba obětovat svůj osobní život a prostor dětem
- Není potřeba obětovat dětem čas
- Není potřeba mít finanční závazek a břemeno kvůli dětem
- Nemá dostatek financí pro pořízení a výchovu dítěte
- Dítě by omezilo nebo potlačilo osobní vývoj a růst
- Strach ze ztráty zaměstnání nebo zdravotního zajištění
- Rodičovství nepřináší potěšení
- Dítě by omezilo emocionální souhru a fyzickou intimitu mezi partnery
- Není dostatečná schopnost být zodpovědným a trpělivým rodičem
- Svoboda osobního výběru
- Osobní mobilita – udržet si schopnost změnit práci, místo pobytu

### Zdravotní důvody
- Možnost ohrožení bezpečnosti dítěte či rodiče
- Existence nemoci nebo možnost vývoje problematického těhotenství
- Strach z mateřství nebo úmrtí dítěte
- Strach z postižení či dědičné nemoci
- Strach z nedostatečné kvality a dostupnosti lékařské péče pro dítě
- Strach z fyzických následků těhotenství, zkušenosti z porodu a následné zotavení (tělesné následky a možná ztráta fyzické přitažlivosti)
- Strach ze zneužití dítěte, domácího násilí

### Populační důvody
- Možnost přispět lidstvu více osobní prací než početím dítěte
- Egoistické důvody pro početí dítěte
- Zabránit početí nechtěného dítěte
- Vlivy prostředí jako je přelidnění, znečištění a snižování zdrojů
- Zabránit početí dítěte, jehož rodiče by dávali přednost osobní kariéře a nevěnovali se mu
- Postoj, že není morální přivést dítě do „tohoto světa“
- Hodnocení společnosti jako negativní, soutěživé, v celkovém úpadku, kam není vhodné přivést dítě
- Katastrofické scénáře (globální oteplování, války, hrozba hladu), které se mohou objevit v průběhu života dítěte

### Filosofické důvody
- Pohled na výchovu dítěte a z toho vyplývající rodičovskou roli jako heteronormativní (společností daný) sociální konstrukt, který zotročuje a omezuje rozvoj člověka a životní styl